# Echeveria compressicaulis
Echeveria compressicaulis är en fetbladsväxtart som beskrevs av Urs Eggli och N. P. Taylor. Echeveria compressicaulis ingår i släktet Echeveria och familjen fetbladsväxter. Inga underarter finns listade i Catalogue of Life.